# Marble Hill (Australia)
Marble Hill fue la residencia de verano para el gobernador de Australia Meridional desde 1880 hasta 1955. También es el nombre de un barrio del Consejo de Adelaide Hills, y un suburbio, dando su nombre tanto a la residencia como al lugar donde se encuentra la misma. Está a unos 20 km al este de Adelaida entre las localidades de Ashton y Cherryville, y cuenta con amplias vistas de las colinas de Adelaida al norte y el este y de los llanos de Adelaida y al oeste.
La residencia fue destruida durante el incendio forestal del Domingo Negro de 1955. Posteriormente, el sitio fue gestionado por la Fundación nacional a partir de 1967-1992, y el Departamento de Medio Ambiente y Patrimonio de 1992 hasta 2009.